# خوب (مردگان متحرک)
«چاه» دومین قسمت از فصل هفتم سریال تلویزیونی ترسناک پسا آخرالزمانی مردگان متحرک (مجموعه تلویزیونی)  است که در تاریخ ۳۰ اکتبر ۲۰۱۶ از ای ام سی پخش شد. این قسمت به قلم متیو نگرت نوشته شد و گرگ نیکوترو کارگردانی ان را بر عهده داشته‌است.
این قسمت به کارول (ملیسا مک برید) و مورگان (لنی جیمز) می‌پردازد که به یک جامعه با ثبات به نام پادشاهی پناه برده‌اند. این قسمت نخستین حضور پادشاه ازکیل (کاری پیتون)، در کنار دست راست او جری (کوپر اندروز) و حیوان خانگیش که یک ببر بنگال به نام شیواست، می‌باشد.

## بازخوردها

### انتقادات
«چاه» تحسین منتقدان را دربرداشت و بهترین قسمت فصل لقب گرفت. در راتن تومیتوز، برپایه ۳۷ نقد، امتیاز ۹۷٪ با میانگین وزنی ۷٫۸۵ از ۱۰، را به خود اختصاص داد. اجماع سایت می‌گوید: «چاه» با معرفی یک شخصیت جدید پر زرق‌وبرق بازخورد خوشایندی را پس از وحشی‌گری‌های فصل پیشین به ارمغان می‌آورد.

### رتبه‌بندی
قسمت فوق در مجموع حدود ۱۲٫۴۶ میلیون تماشاگر داشت.